# Altweidelbach

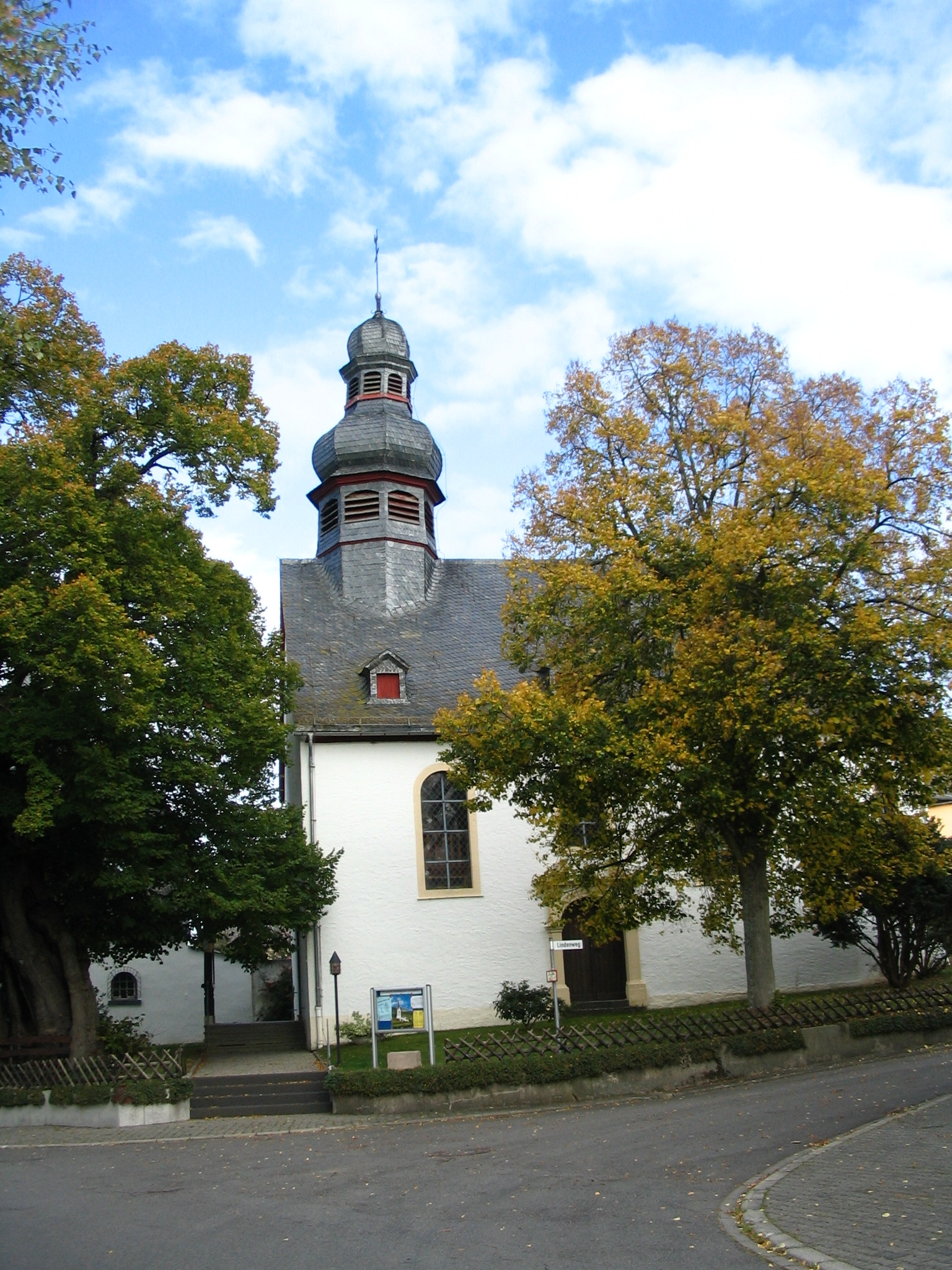
Kirche Altweidelbach im Hunsrück

Altweidelbach ist eine Ortsgemeinde im Rhein-Hunsrück-Kreis in Rheinland-Pfalz. Sie gehört der Verbandsgemeinde Simmern-Rheinböllen an.

## Geographie
Altweidelbach liegt in einer Mulde nördlich des Soonwaldes und der Bundesstraße 50.
Zu Altweidelbach gehören die Wohnplätze Hammesmühle (auch Eselsmühle genannt) und Weirichsmühle (auch Katzenlochermühle), beide am Simmerbach gelegen. Zu den Nachbarorten zählen: Wahlbach, Schnorbach, Pleizenhausen, Simmern und Mutterschied.

## Geschichte
Der Ort wurde erstmals im Jahre 1006 als Widimbach erwähnt. Zwischen 1410 und 1598 sowie 1610 und 1673 gehörte Altweidelbach zum pfälzischen Teilherzogtum Pfalz-Simmern, zwischen 1598 und 1610 sowie ab 1673 zur Kurpfalz.
Mit der Besetzung des Linken Rheinufers 1794 durch französische Revolutionstruppen wurde der Ort französisch, 1815 wurde er auf dem Wiener Kongress dem Königreich Preußen zugeordnet. Seit 1946 ist der Ort Teil des damals neu gebildeten Landes Rheinland-Pfalz.
Bevölkerungsentwicklung
Die Entwicklung der Einwohnerzahl der Gemeinde Altweidelbach, die Werte von 1871 bis 1987 beruhen auf Volkszählungen:
| Jahr | Einwohner |
| ---- | --------- |
| 1815 | 136       |
| 1835 | 214       |
| 1871 | 237       |
| 1905 | 230       |
| 1939 | 216       |
| 1950 | 245       |

| Jahr | Einwohner |
| ---- | --------- |
| 1961 | 181       |
| 1970 | 187       |
| 1987 | 223       |
| 1997 | 256       |
| 2005 | 258       |
| 2017 | 249       |

## Politik

### Bürgermeister
Ortsbürgermeister ist Volker Berg. Bei der Direktwahl am 26. Mai 2019 wurde er mit einem Stimmenanteil von 86,45 % in seinem Amt bestätigt. Bei der Direktwahl am 9. Juni 2024 konnte er sein Amt mit 79,8 % der Stimmen ohne Gegenkandidaten erneut verteidigen.

## Windenergie
Südöstlich der Gemeinde lag der Windpark Altweidelbach mit sieben Windkraftanlagen des Herstellers Fuhrländer. Dieser Windpark wurde 2013 vollständig zurückgebaut. Ein Windpark mit vier Anlagen des Herstellers Enercon ist in Planung.

## Bauwerke
- Evangelische Kirche mit Stumm-Orgel aus dem Jahre 1796.

Siehe auch: Liste der Kulturdenkmäler in Altweidelbach

## Persönlichkeiten
- Wilhelm Oehl (1904–1991), Hochschullehrer für Mathematik und Didaktik